# St Nicholas (Hertfordshire)
St Nicholas – dzielnica miasta Stevenage, w Anglii, w Hertfordshire, w dystrykcie Stevenage. W 2011 roku dzielnica liczyła 6746 mieszkańców.